# Kelly Connell
Kelly Connell (* 9. Juni 1956 in Seneca Falls, New York) ist ein US-amerikanischer Schauspieler. 
Er studierte Schauspiel am Herbert-Berghof-Studio in New York und an der Syracuse University in New York.
Er wurde in Deutschland durch seine Rolle als Gerichtsmediziner Carter Pike in Picket Fences – Tatort Gartenzaun bekannt. Connell hat einen Bruder namens Pasha.

## Filmografie (Auswahl)
- 1988: Cocktail
- 1989;1990: Harrys wundersames Strafgericht (Night Court, Fernsehserie, 2 Folgen)
- 1990: Der Prinz von Bel-Air (The Fresh Prince of Bel-Air, Fernsehserie, eine Folge)
- 1991: Eine starke Familie (Step by Step, Fernsehserie, 2 Folgen)
- 1991: Hot Shots! – Die Mutter aller Filme (Hot Shots!)
- 1992: Ausgerechnet Alaska (Northern Exposure, Fernsehserie, eine Folge)
- 1993: Mein Vater – Mein Freund (Jack the Bear)
- 1993: Hot Shots! Der zweite Versuch (Hot Shots! Part Deux)
- 1992–1996: Picket Fences – Tatort Gartenzaun (Picket Fences, Fernsehserie, 73 Folgen)
- 1997: Party of Five (Fernsehserie, eine Folge)
- 1997: Buffy – Im Bann der Dämonen (Buffy the Vampire Slayer, Fernsehserie, 2 Folgen)
- 1998: Chicago Hope – Endstation Hoffnung (Chicago Hope, Fernsehserie, 3 Folgen)
- 2000: Thirteen Days
- 2000–2001: CSI: Den Tätern auf der Spur (CSI: Crime Scene Investigation, Fernsehserie, 4 Folgen)
- 2001: K-PAX – Alles ist möglich (K-PAX)
- 2001: Tremors 3 – Die neue Brut (Tremors 3: Back to Perfection)
- 2004: Spider-Man 2
- 2006: Boston Legal (Fernsehserie, 2 Folgen)
- 2012: Happy Endings (Fernsehserie, eine Folge)